# رازق فرانسوا بيطار
رازق فرانسوا بيطار (1978 -) مغني أوبرا سوري.

## حياته
ولد في حلب عام 1978 من عائلة سورية تهتم بالثقافة والفنون, حرصت والدته (آمال حموي) على تثقيفه فمنذ نعومة أظفاره بدأ دراسة البيانو والنظريات الموسيقية على يد الأستاذ موفق يعقوب آغا أثناء إقامة العائلة بمدينة حماة, نشأ على الاهتمام بالمواد السمعية والبصرية المقدمة من والدته كالموسيقا الأوركسترالية والباليه والأوبرا, وعند عودته إلى حلب تابع دراسة البيانو على يد الأستاذة لوسناك سامفيليان إلى أن حصل على شهادة الثانوية العامة القسم الأدبي من في حلب.

## المسيرة الفنية
مسيرته مع الغناء بدأت بدون مقدمات, فعند تواجده بدمشق لدراسة آله الأوبوا بالمعهد العربي للموسيقى (معهد صلحي الوادي) نصحته والدته بإسماع صوته لمدرسة الغناء بالمعهد العالي للموسيقا وبدأ فورعودته إلى حلب بدراسة الغناء على يد مغنية الأوبرا الأولى بسوريا السوبرانو (أراكس تشيكيجيان) منذ انتسابه للمعهد العالي وطوال مدة دراسته فيه.
حصل على الإجازة في الموسيقا عام 2001 في الغناء والأورغن، انتقل بعدها إلى إيطاليا لمتابعة تخصصه في بلد الأوبرا فتخرج من كونسيرفاتوار جنوى عام 2003 على يد الأستاذة كارمن فيلالتا.
حصل على الجائزة الثانية في المسابقة العالمية للموسيقا الدينية الكلاسيكية بروما بالتنافس مع ست وثمانون مغني اوبرا من العالم...
كان الرقم الأول من المقبولين في المعهد العالي للموسيقا في روما (أعرق كونسيرفاتوارات أوروبا, سانتا تشيتشيليا) لإتمام الدراسات العليا فيه على يد نخبة من كبار الموسيقيين بروما, أمثال سيلفيا سيلفيري (ابنة مغني الأوبرا الشهير باولو سيلفيري)ومنها تخرج في أبريل/نيسان 2008 بتقدير ممتاز متوجا بذلك مسيرته الأكاديمية وتخصصه الموسيقي.
شارك بالعديد من الحفلات الموسيقية في سوريا وخارجها وتعاون مع الاوركسترا السيمفونية السورية وأوركسترا الحجرة السورية وكان مغنياً منفرداً في عدة حفلات في سورية ولبنان وغنى في إيطاليا وألمانيا وفرنسا والنمسا وسويسرة وروسيا مع فرق أجنبية وإيطالية.... وقدم العديد من الأعمال مثل (الأم الحزينة) و(ريكوييم) موزار وغيرها من الأعمال الموسيقية العالمية ,برز في مسرحيات غنائية (أوبرات) على مستوى عالمي حين اختير للعب أدوار البطولة في ألعاب أكريجينتو لبايزييللو وأورفيوس لغلوك على خشبات كبار دور الأوبرا في إيطاليا.
شارك في محافل دولية كمغنٍ منفرد في ألمانيا وروسيا وشارك في مهرجانات موسيقية عالمية وكان أول كونترتينور يغني في دار أوبرا إيكاتيرينبورغ (المدينة الروسية التي شهدت مقتل آخر قياصرة روسيا) ممثلا لإيطاليا, يعد بيطار أول مغني اوبرا كونترتينور في سوريا والشرق الأوسط, وهي طبقة صوتية نادرة كانت منتشرة بشكل كبير في عصر الباروك وتم تأليف أعمال موسيقى كلاسيكية عديدة خصيصا لها.

## وصلات خارجية
رازق فرانسوا بيطار على موقع IMDb (الإنجليزية)
- رازق فرانسوا بيطار على موقع ديسكوغز (الإنجليزية)